# Мілютіно (Юргинський округ)
Мілю́тіно (рос. Милютино) — присілок у складі Юргинського округу Кемеровської області, Росія.

## Населення
Населення — 105 осіб (2010; 108 у 2002).
Національний склад (станом на 2002 рік):
- росіяни — 93 %